# Caridina serratirostris
Caridina serratirostris е вид десетоного от семейство Atyidae. Видът не е застрашен от изчезване.

## Разпространение и местообитание
Разпространен е в Австралия (Куинсланд), Вануату, Мадагаскар, Нова Каледония, Фиджи, Филипини и Япония (Кюшу).
Обитава сладководни басейни, морета, реки и потоци. Среща се на дълбочина около 79 m.